# ماسایا کیکاوادا
ماسایا کیکاوادا (انگلیسی: Masaya Kikawada; ۱ ژوئن ۱۹۸۰ – ) بازیگر اهل ژاپن بود. وی از سال ۱۹۹۹ میلادی تاکنون مشغول فعالیت بوده‌است.